# أورلوفسكي (روستوف)
أورلوفسكي (الروسية: Орловский) هي منطقة ريفية (بوسيولوك) في منطقة أورلوفسكي في منطقة روستوف، روسيا. عدد فيها السكان: 18،757 (حسب تعداد 2010)؛ و19،354 (حسب تعداد 2002). وهي أيضًا المركز الإداري لمنطقة أورلوفسكي.